# Petřiny

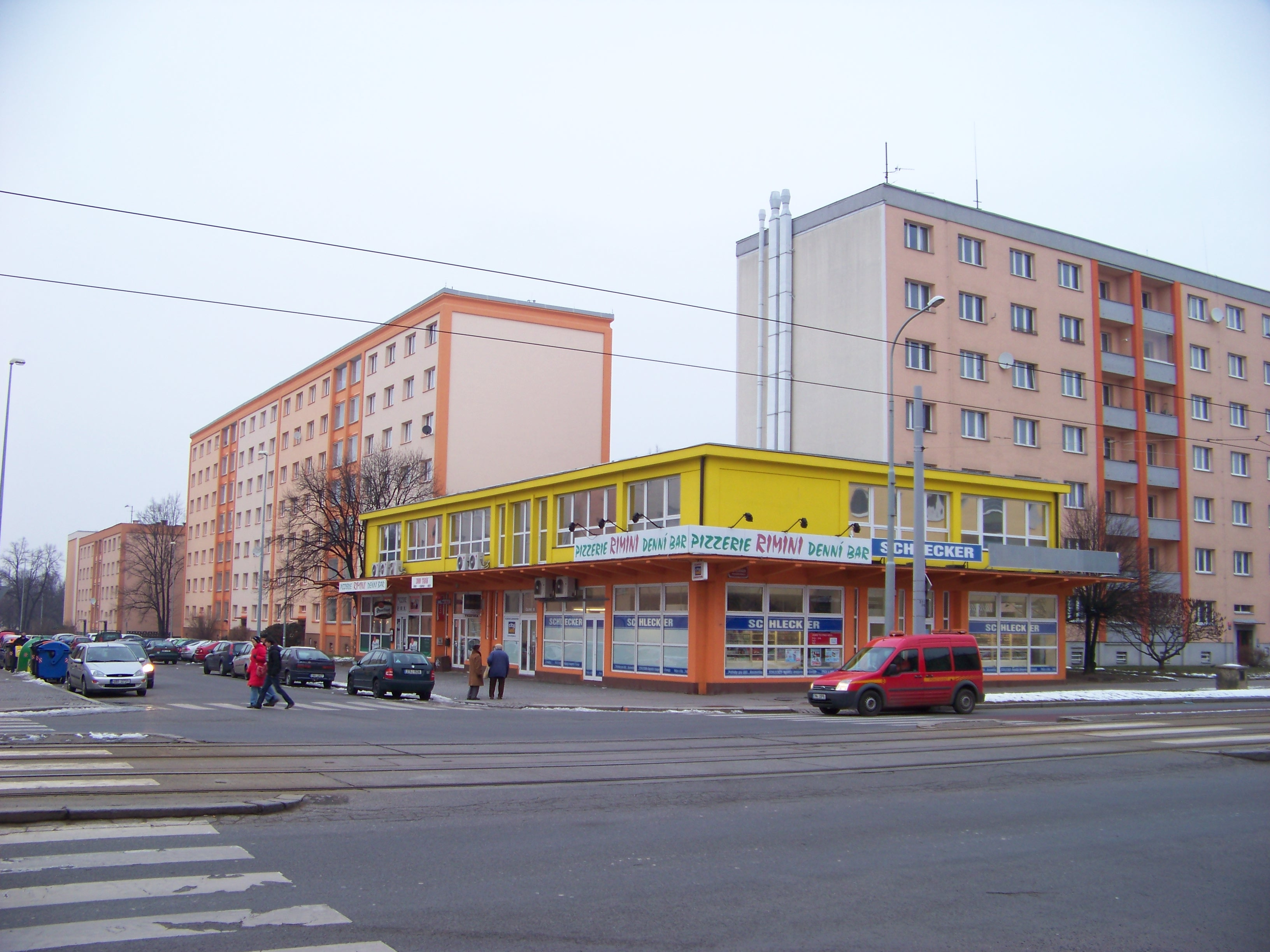
Petřiny, sídliště postavené v letech 1959–1969

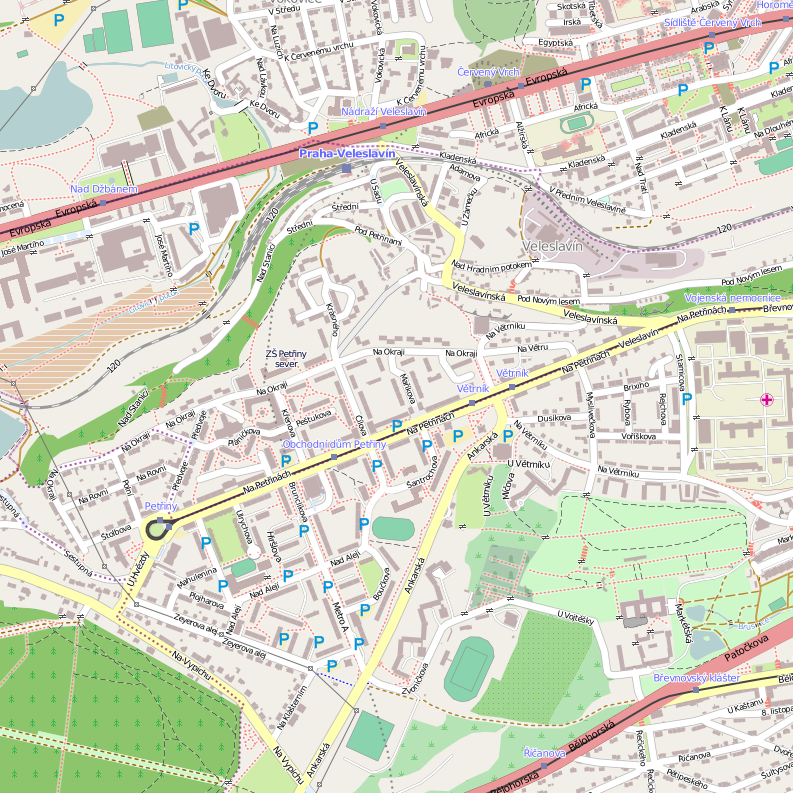
Petřiny na mapě

Petřiny (německy Petrin) jsou čtvrť v Praze 6, v podstatě tvořená Sídlištěm Petřiny, jedním z nejstarších panelových sídlišť v Praze. Starý pomístní název vznikl zřejmě jako variace z názvu nedalekého vrchu Petřín.
Oficiálně je tvoří tři základní sídelní jednotky, Petřiny I patřící do katastrálního území Veleslavín a Petřiny II a III v katastrálním území Břevnov, celé Petřiny jsou součástí městské části i obvodu Praha 6.

## Charakter čtvrti

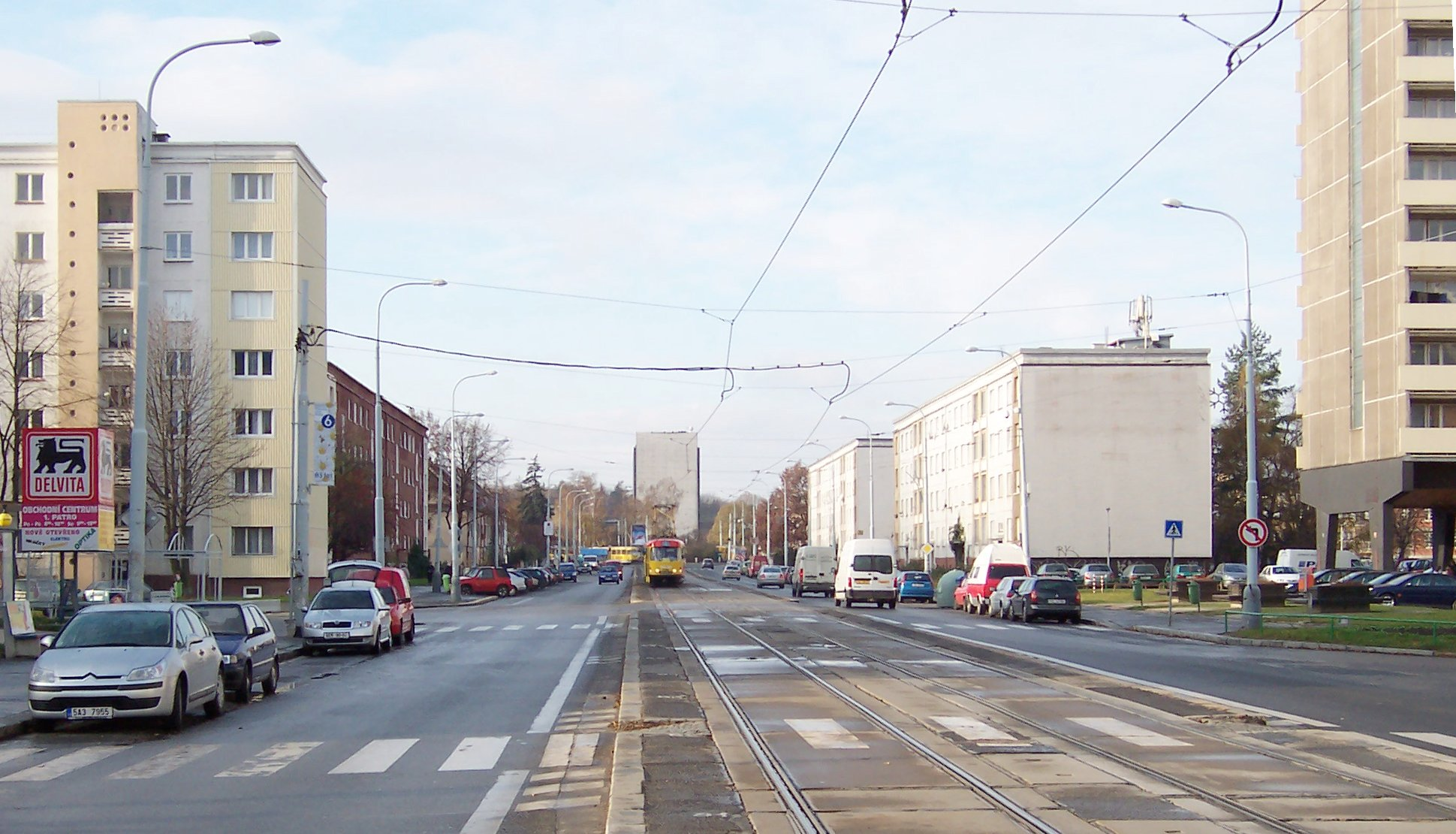
Ulice Na Petřinách

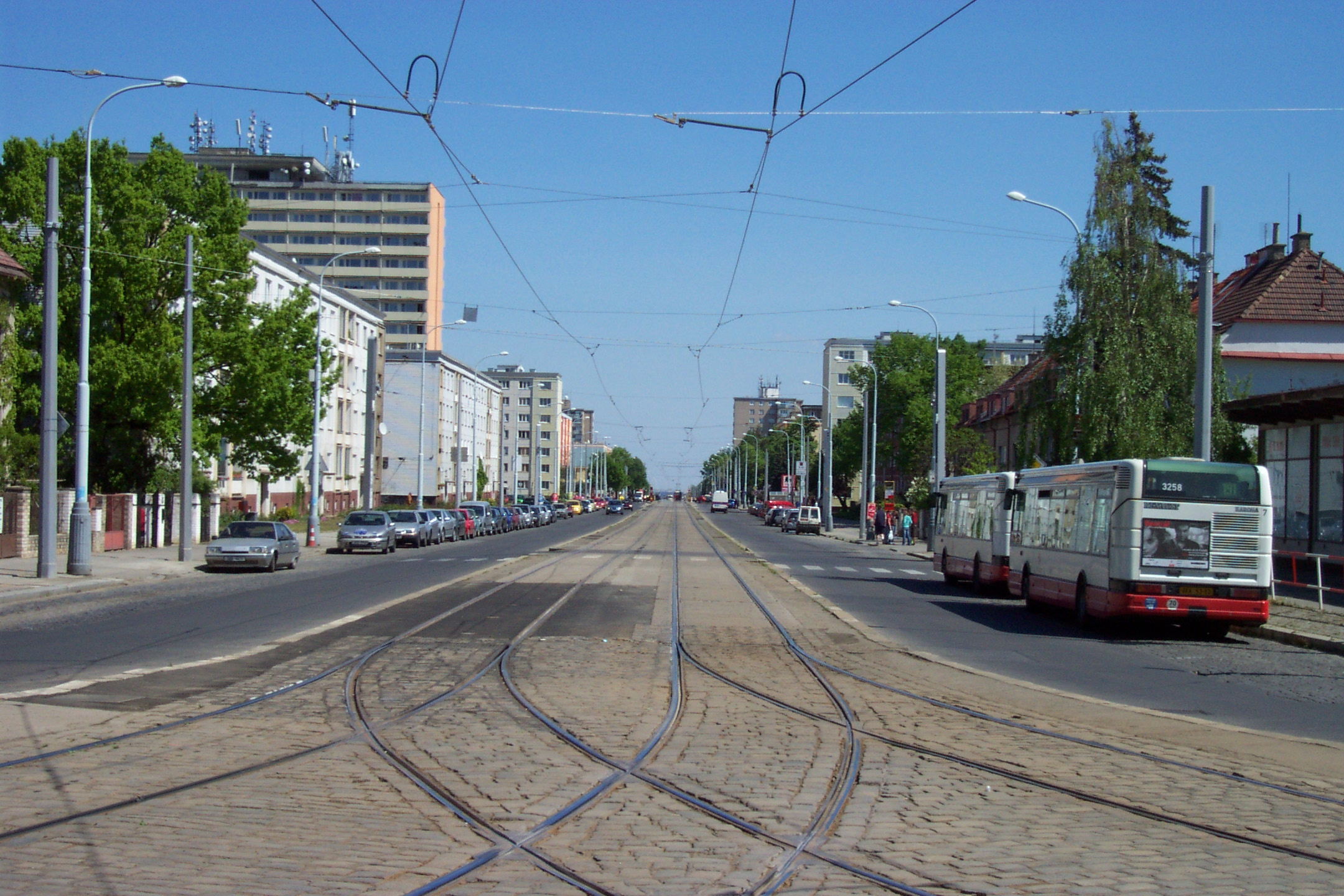
Pohled z tramvajové smyčky sídliště Petřiny osou celého sídliště

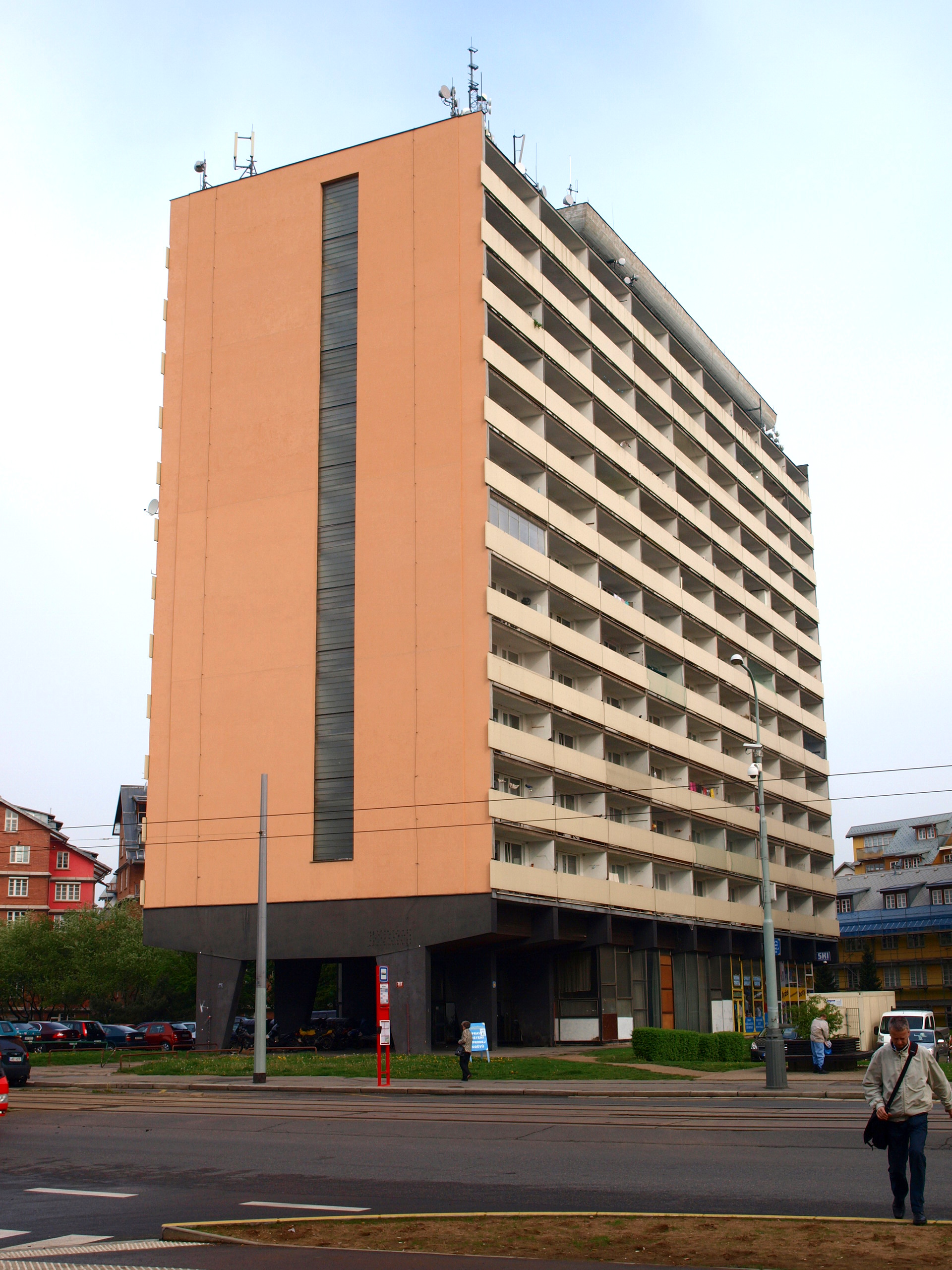
Výškový dům hotelového bydlení v ulici Na Petřinách

Petřiny jsou jedním z nejstarších sídlišť novodobé Prahy, které vzniklo v letech 1959–1969 pro cca 15 000 obyvatel podle návrhu architektů Evžena Bendy a Vojtěcha Mixy. Sídliště Petřiny patří katastrálně do čtvrtí Břevnov, Veleslavín a částečně též Střešovice. Mezi významné budovy patří budova Ústavu makromolekulární chemie, v němž působil Otto Wichterle , vynálezce měkkých kontaktních čoček (před budovou se nachází jeho památník), dům hotelového bydlení v ulici Na Petřinách 392 a studentské koleje – Kolej Na Větrníku a Kolej Hvězda. Zajímavostí je jediný dochovaný větrný mlýn v Praze (z roku 1722, přestavěn roku 1905) v ulici U Větrníku, který v současnosti slouží jako penzion. Největším parkem je obora Hvězda, u jejíž zdi došlo v roce 1620 k bitvě na Bílé hoře. V sousedství Petřin se nachází Břevnovský klášter s přilehlým hřbitovem, na němž je pohřbena řada známých osobností (např. Jan Patočka, Karel Kryl, Ivan Diviš, Jan Anastáz Opasek). Východní část sídliště byla postavena na místě původního areálu klášterní Markétské zahrady. Ulice sídliště Petřiny byly pojmenovány roku 1962 a nesou názvy vesměs po význačných komunistech, často zahynulých za druhé světové války.
Sídliště navázalo koncepčně poměrně zdařile na původní vilovou zástavbu Horní Liboce a Veleslavína (ulice Na Okraji, Zeyerova alej) a na východě na horní konec Střešovic nad Ústřední vojenskou nemocnicí. Jihovýchodní část Petřin lemuje kampus studentských kolejí Větrník a Hvězda s navazující Břevnovskou (Markétskou) klášterní zahradou. Na jihu oblast Petřin končí na významné dopravní křižovatce Vypich s navazující Strahovskou plání a usedlostí Ladronka. Celou svojí západní částí sídliště přiléhá k oboře Hvězda. Na pomezí Petřin a Břevnova se nachází plochodrážní stadion Markéta, který spravuje Auto klub Markéta při PSK Olymp Praha. Běžný výskyt názvosloví Markéta pro jihovýchodní část Petřin je odvozen od nedalekého chrámu svaté Markéty, který je součástí břevnovského kláštera.

## Historie

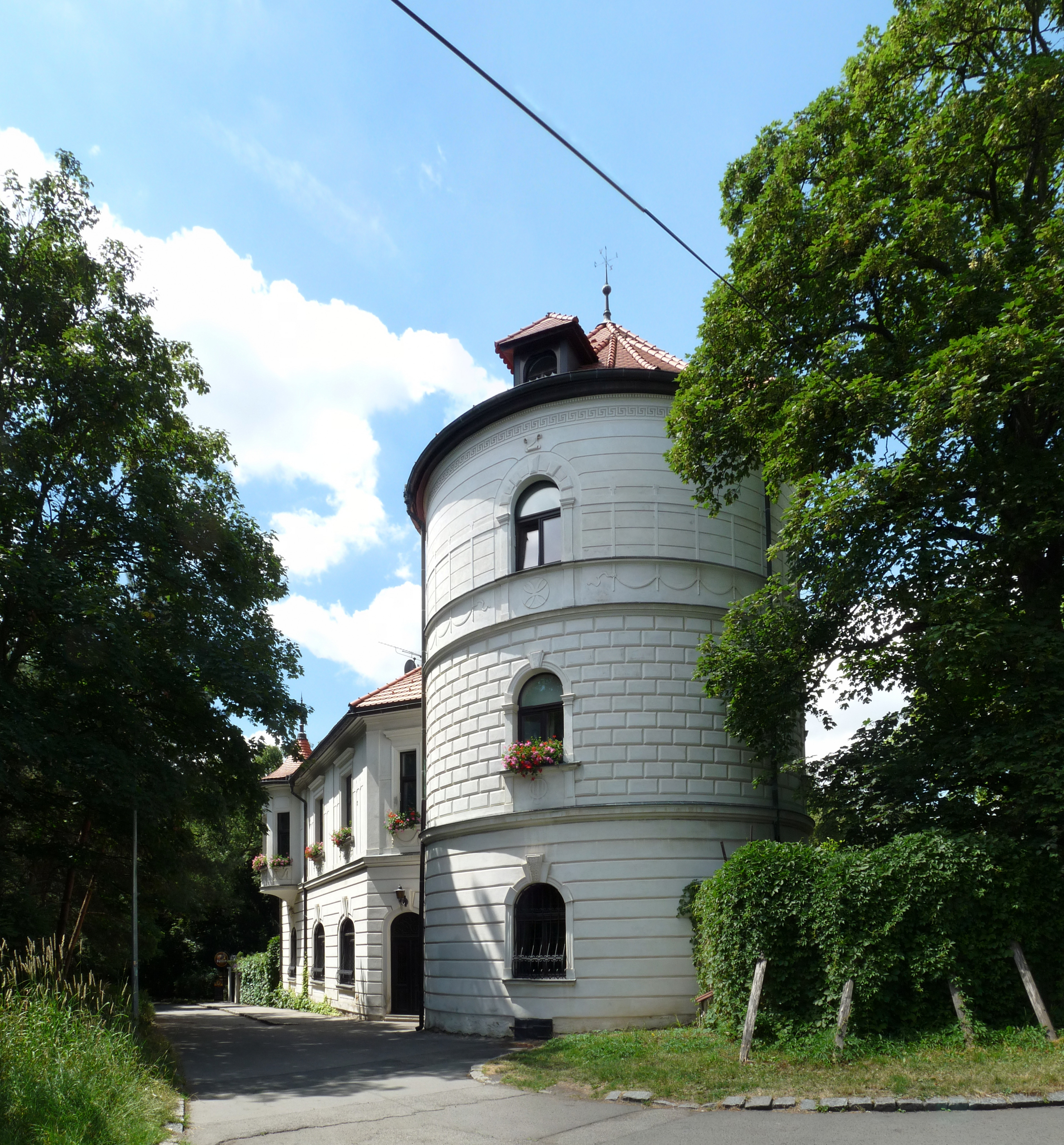
Bývalý větrný mlýn na Větrníku

Oblast byla připojena k Praze v roce 1922 jakožto součást obcí Břevnov, Veleslavín, Střešovice a Liboc, kdy došlo ke vzniku tzv. Velké Prahy. Díky své poloze na vyvýšenině v blízkosti širšího centra města byla lokalita od počátku plánována jako oblast nové bytové výstavby. Plánování výstavby obytné čtvrti ne volných pláních mezi oborou Hvězda a zahradou Břevnovského kláštera zabralo dlouhou dobu. Původní předválečné plány nahradila koncepce z roku 1952 od Josefa Kubína a Evžena Bendy, která počítala s blokovou zástavbou podél východozápadní osy s ústředním náměstím a výškovou budovou, schválené Státním ústavem pro projektování výstavby hl. m. Prahy v roce 1957. Panelové domy na Petřinách byly postaveny v převažujícím typu G57. Byty v obytných domech byly družstevní nebo státní, přičemž významná část státních bytů byla poskytnuta státním zaměstnancům, vojákům, zaměstnancům Ministerstva vnitra, na jeho stavbě se podíleli i političtí vězni, např. opat Jan Anastáz Opasek. Petřiny bylo jedno z prvních (tzv. "experimentálních") sídlišť v Praze i v tehdejším Československu. Díky zdařilému architektonickému řešení a výhodné lokalitě poblíž obory Hvězda bylo vždy vyhledávaným místem k bydlení. Poslední dobou vznikají na Petřinách i nové obytné domy s moderní architekturou.

## Urbanistické řešení

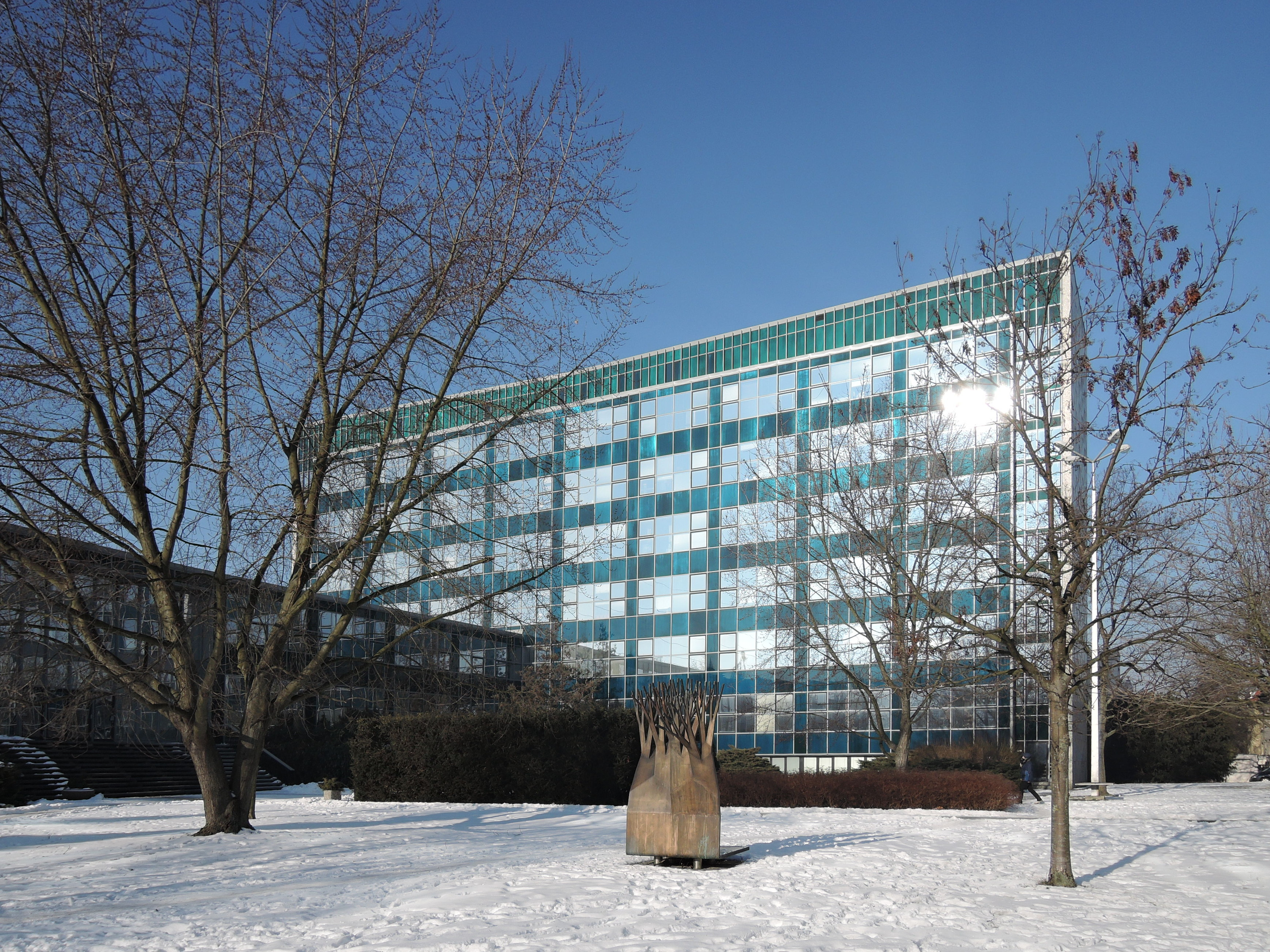
Ústav makromolekulární chemie AV ČR od arch. Karla Pragera

Sídliště je situováno podél východozápadní osy, kterou tvoří ulice Na Petřinách s tramvajovým svrškem. Hlavní osu na jejím počátku uvádějí tři výškové 12patrové domy v oblasti Větrníku, zakončuje ji tramvajová smyčka s průhledově dominujícím Ústavem makromolekulární chemie. Centrální náměstí bylo plánováno severně před původním Obchodním domem Petřiny v proluce u hotelového domu, avšak nebylo nikdy realizováno. V 90. letech 20. století byl v proluce vzniklé po zbourání podniku LAboratorní přístroje Praha (s adresou Na okraji 335) postaven obytný komplex architekta Vlada Miluniće Hvězda. Od jara 2015 se vedle OD Petřiny nachází stanice metra Petřiny. Pro možnost nakupování potravin a základních potřeb bylo sídliště původně vybaveno čtyřmi přízemními prodejnami s na svojí dobu pokrokovým samoobslužným prodejem. S nástupem velkých nákupních center tyto prodejny čelily úbytku zákazníků, na místě prodejny v severní části sídliště vyrostl v letech 2001-2004 Bytový dům Na okraji architektů Scheiba a Velinského, oceněný Národní cenou Grand prix Obce architektů. Na místě prodejny v jižní části sídliště v ulici Brunclíkova vyrostl též obytný dům. Pošta Petřiny se směrovacím číslem 162 00 sousedí s tradiční Samoobslužnou restaurací v místě autobusové zastávky. Z původních tří základních škol (Jih, Sever, Střed) byla Základní škola Petřiny-střed přeměněna v roce 1979 na Gymnázium Nad Alejí. Stávající ZŠ a MŠ Věry Čáslavské (dříve Základní a mateřská škola Petřiny-jih) je se sportovním zaměřením. Zajímavostí je, že z původního vchodu a východu Základní školy vybíhá Vašek v podání Tomáše Holého do ulice Ankarská v kultovním televizním filmu Jak vytrhnout velrybě stoličku natočeném v roce 1977, který zároveň prezentuje vrchol počátečního rozvoje tohoto sídliště.

## Současnost

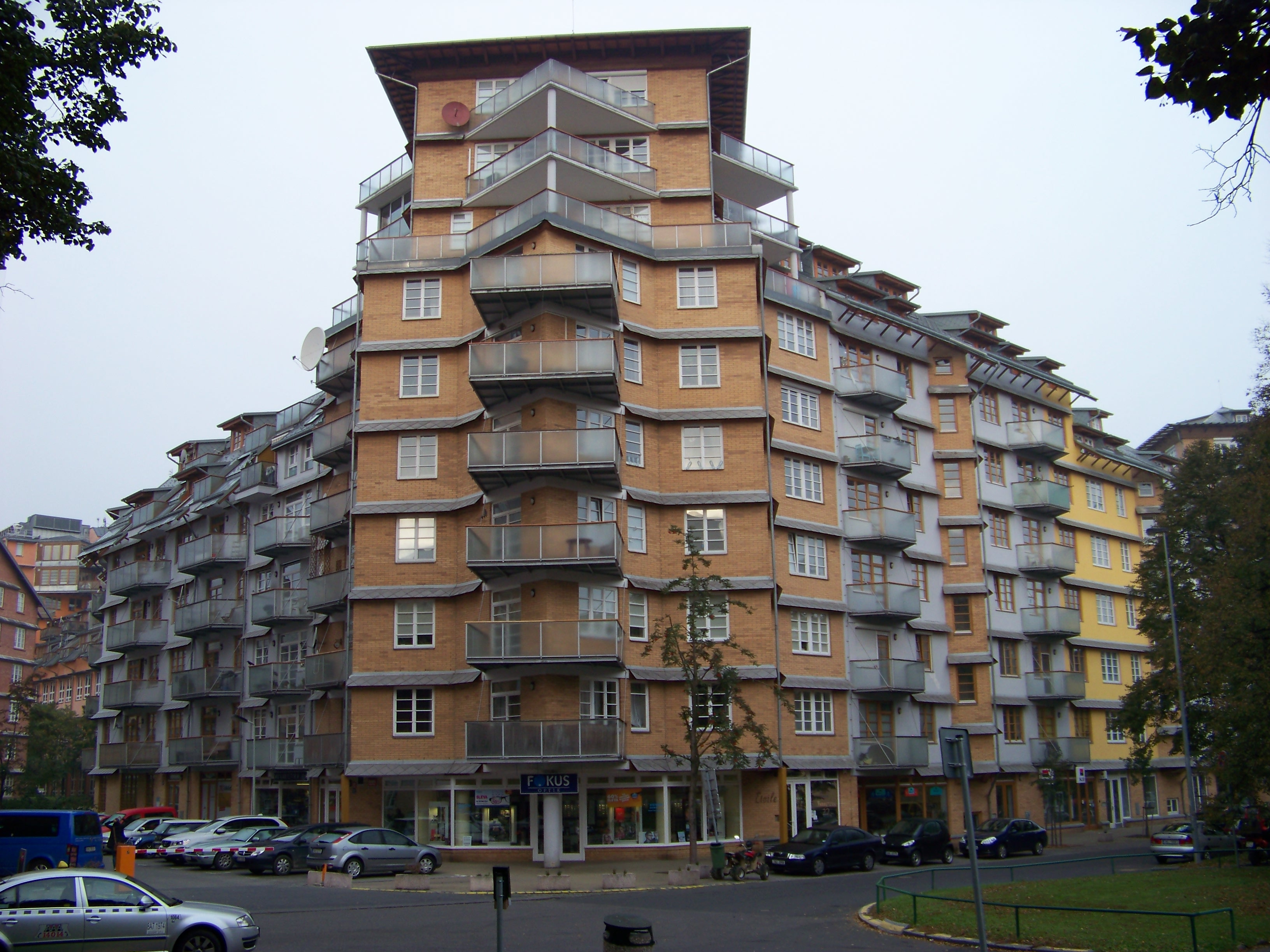
Areál Hvězda navržený Vlado Miluničem a postavený roku 2000

Sídliště Petřiny se potýká s generační obměnou původních obyvatel, a též se stárnutím panelových domů, jejichž stáří se přibližuje plánované době životnosti. V uplynulém období od roku 1991 byla postupně provedena revitalizace většiny objektů. Sídliště je rozvíjeno již pouze na úrovni dílčích separovaných projektů, a i tento trend dosáhl svého vrcholu v dekádě po roce 2000. Nicméně díky svému atraktivnímu umístění jsou Petřiny nadále vyhledávanou rezidenční lokalitou v hlavním městě Praze.

## Doprava

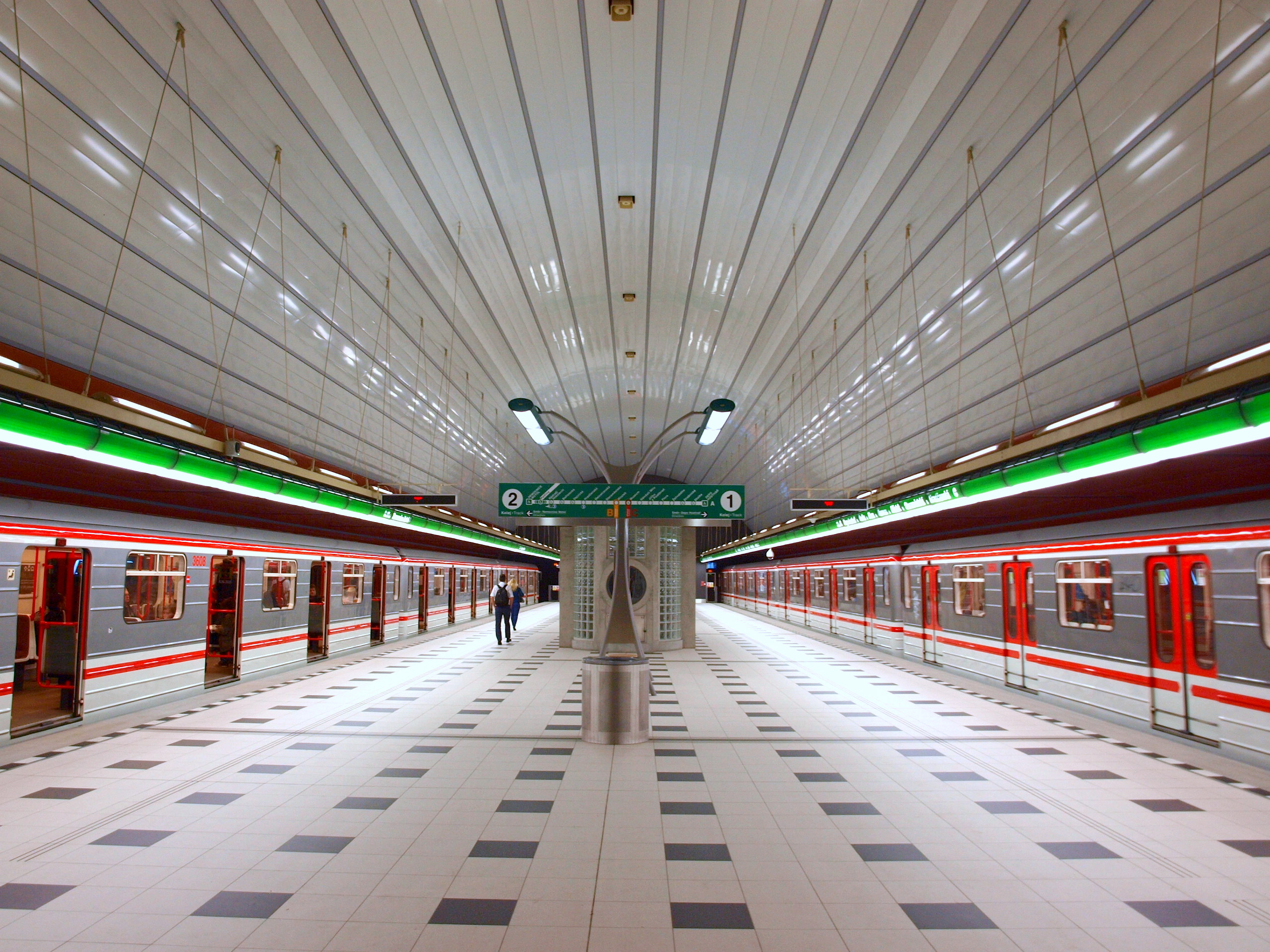
Stanice metra Petřiny

Tramvajové linky spojují sídliště Petřiny s centrem města a Holešovicemi. Autobusové linky směřují přes Liboc na Letiště Václava Havla a přes Strahov na Smíchov. 6. 4. 2015 byla slavnostně otevřena stanice nově prodlouženého metra linky A s názvem Petřiny. Nachází se zde několik ulic s podobnými názvy, které jsou motivovány větrným podnebím a dodnes dochovaným objektem větrného mlýna (Na Větrníku, Na Větru, U Větrníku, dříve také K Větrníku a Větrník).

#### Sousední čtvrtě
- Břevnov
- Liboc
- Vokovice
- Veleslavín
- Střešovice
- Strahov
- Motol
- Bílá Hora